# Judah Folkman
Moses Judah Folkman (* 24. Februar 1933 in Cleveland; † 14. Januar 2008 bei Denver) war ein amerikanischer Zellbiologe und Mediziner, der besonders bekannt für seine Erforschung der Angiogenese und der Entwicklung der Blutgefäße war.

## Leben
Judah Folkman studierte an der Ohio State University und anschließend an der Harvard Medical School. Nach Abschluss seines Studiums arbeitete er am Massachusetts General Hospital und forschte sehr erfolgreich über Leberkrebs und den Einsatz von Herzschrittmachern.
Von 1960 bis 1962 diente Folkman bei der US Navy und studierte das Wachstum der Blutgefäße. 1971 erschien eine Publikation im New England Journal of Medicine, in der er seine Hypothese darstellte, dass alle Krebsformen abhängig von der Angiogenese seien. Diese These wurde zu Beginn von den meisten Experten verworfen und angegriffen, hat sich allerdings im Lauf der folgenden Jahre und weitergehender Forschung weitestgehend durchgesetzt. Nachfolgend galt Folkman als führender Experte für die Angiogenese, die ein großes Feld medizinischer Anwendungen zur Krebsbekämpfung öffnete. Die anfängliche Ablehnung seiner These schlug später in einen überwältigenden, geradezu übertriebenen Enthusiasmus um. Im Mai 1998 sagte James Watson über Folkman, dass dieser in zwei Jahren den Krebs heilen könne (Judahs going to cure cancer in two years), worauf dieser ironisch antwortete if you are a mouse, we can take very good care of you (etwa: Wenn sie eine Maus sind, können wir uns sehr gut um sie kümmern).
Zuletzt war Folkman Professor für Zellbiologie an der Harvard Medical School und Direktor des Vascular Biology Program am Kinderkrankenhaus in Boston. 1986 wurde er in die American Academy of Arts and Sciences gewählt, 1990 in die National Academy of Sciences und 1999 in die American Philosophical Society. 1991 erhielt er einen Gairdner Foundation International Award und 1994 den Dr. Josef Steiner Krebsforschungspreis. 1997 wurden ihm der Massry-Preis und der Charles S. Mott Prize, 1998 der Keio Medical Science Prize, 2003 den Pasarow Award und 2004 der Prinz-von-Asturien-Preis und 2005 der Warren Alpert Foundation Prize verliehen.